# گمینا رودنگکی
گمینا رودنگکی (به لهستانی:  Gmina Rudniki) یک گمینا در لهستان است که در شهرستان اولسنو واقع شده‌است. گمینا رودنگکی ۱۰۰٫۵۲ کیلومتر مربع مساحت و ۸٬۵۴۷ نفر جمعیت دارد.

## خواهرخوانده
شهر سولفتئو خواهرخواندهٔ گمینا رودنگکی هست.